# Mujeres ejemplares de la Antigüedad
Mujeres ejemplares de la Antigüedad es un conjunto de pinturas realizadas entre 1495 y 1500 por Andrea Mantegna. Muestran a la noble cartaginesa Sofonisba envenenándose para evitar ser incluida en un desfile triunfal romano, la virgen vestal Tuccia demostrando su castidad llevando agua en un cedazo, Judit con la cabeza de Holofernes y la reina Dido sosteniendo la urna funeraria con las cenizas de Siqueo. Borrada por el tiempo, mediante reflectrografía infrarroja se descubrió una firma en la parte posterior del panel de Judit: "And.a Mantegnia. P[inxit]" (Andrea Mantegna lo pintó). Sofonisba y Tuccia fueron pintados al temple sobre tabla de chopo, mientras Judit y Holofernes se ejecutó al temple con cola sobre lienzo de lino.

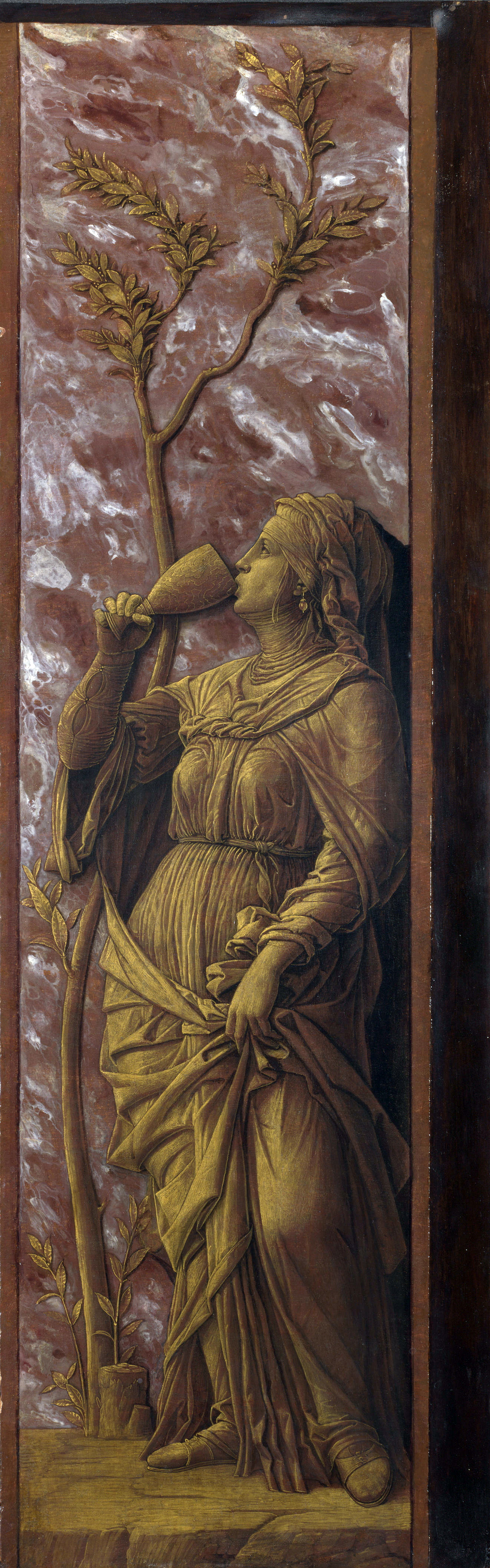
Sofonisba.
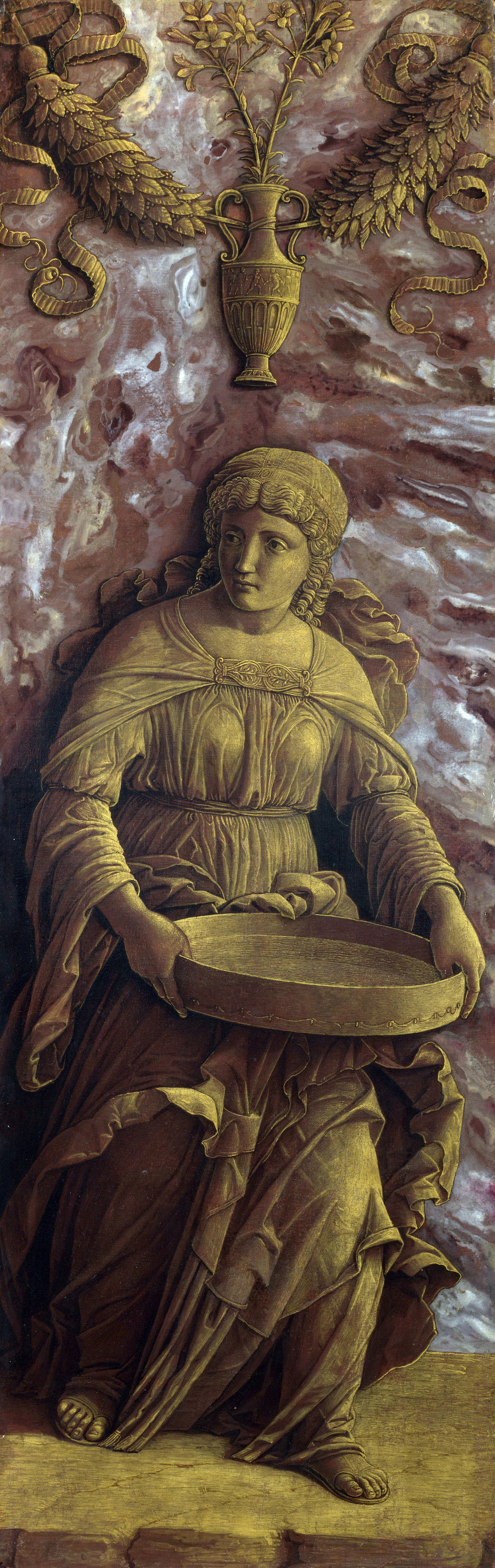
Tuccia.
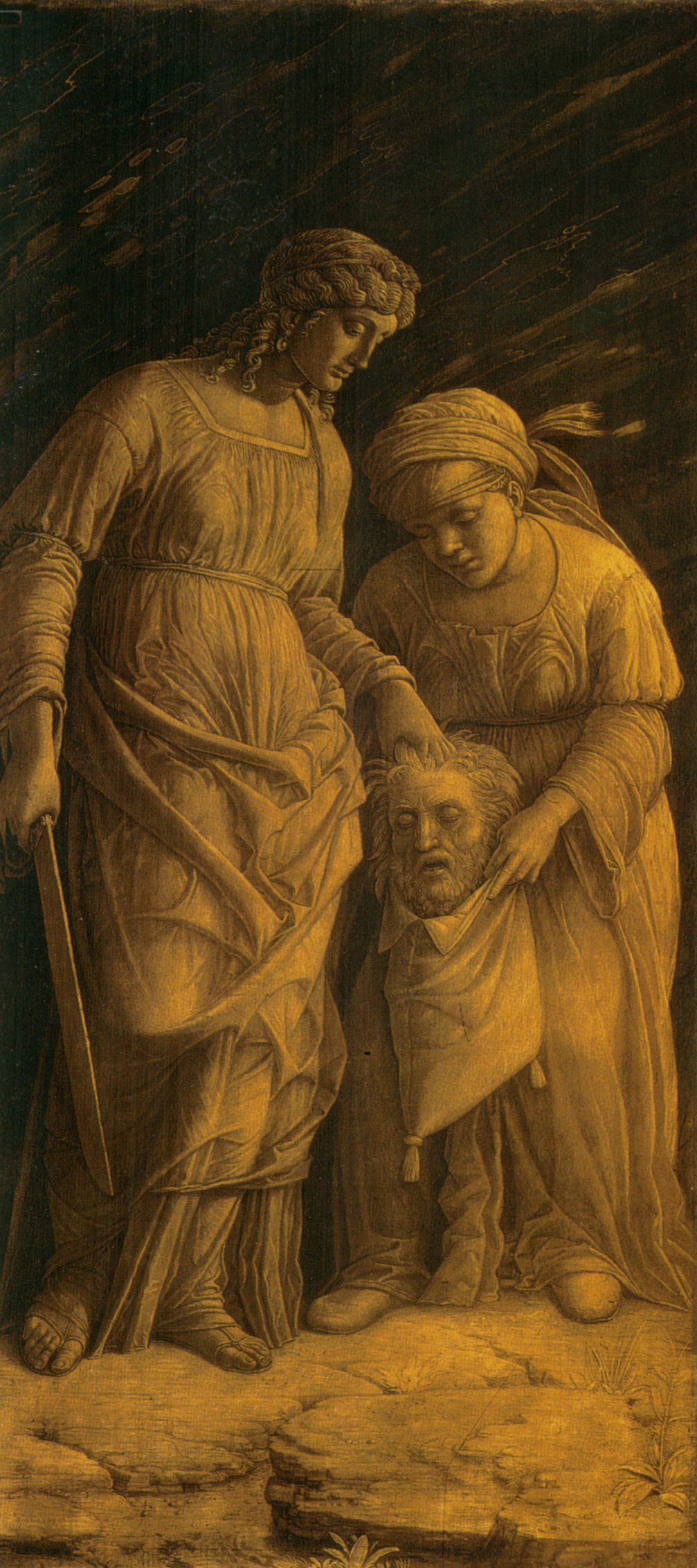
Judit con la cabeza de Holofernes.
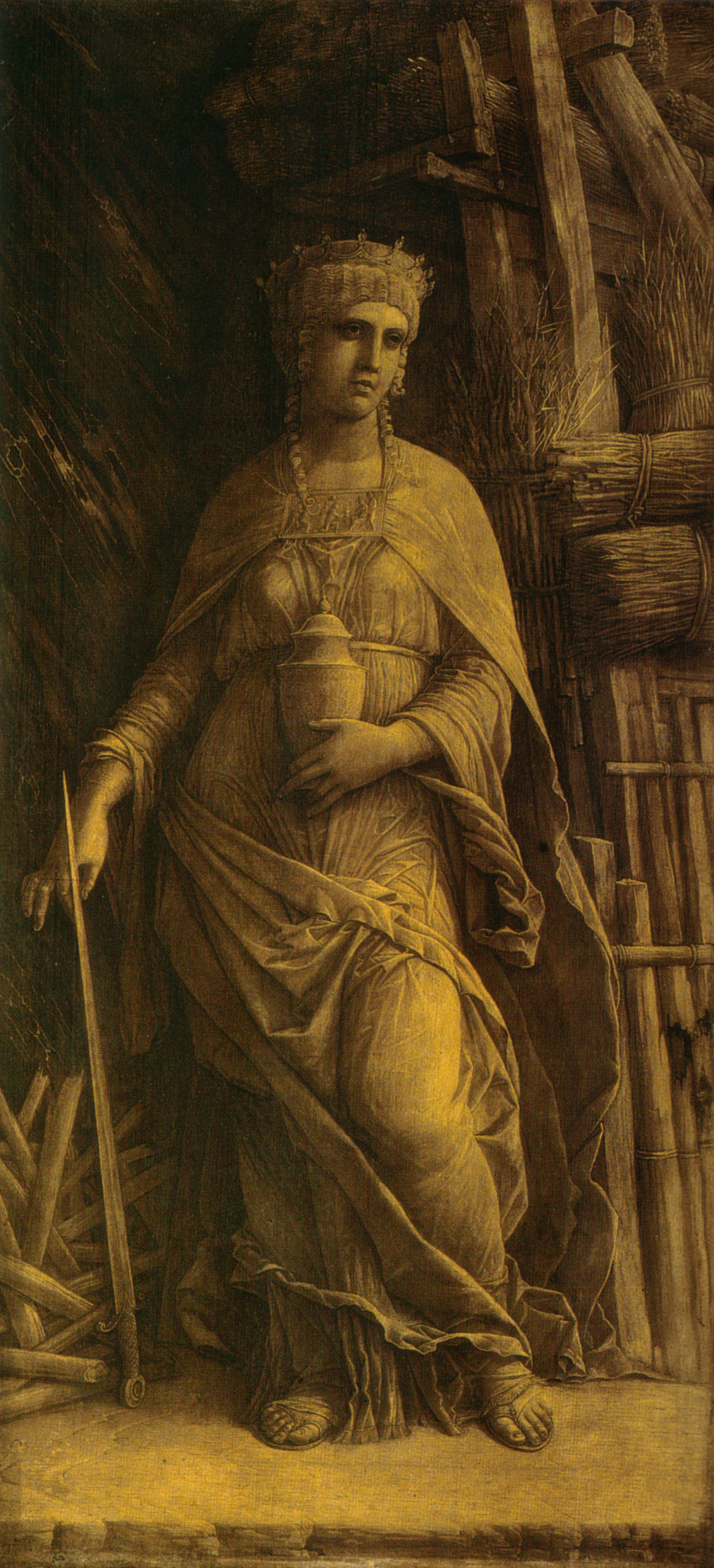
Dido.

Los cuatro trabajos son monócromos o sea grisallas que simulan estatuas, un estilo muy popular en la corte de Mantua de la época debido a los gastos de tener que importar mármol de estados italianos vecinos y la carencia de escultores en la corte. Otro ejemplo del mismo artista es La introducción del culto de Cibeles en Roma aproximadamente contemporáneo. Los paneles de Tuccia y Sofonisba originalmente tuvieron las mismas dimensiones, igual que los de Judit y Dido y los cuatro destacan por el extremo virtuosismo con que fueron plasmadas las superficies a imitar, figurando estatuas de bronce dorado sobre fondos de mármol de color. En el caso de la segunda pareja, el fondo imita mármol jaspeado verde, destacando detalles como el brillo del 'cristal de roca' del pendiente de Judit y las piedras de la corona de Dido o el realismo de los haces de leña de su propia pira funeraria tras la reina, cuyo peinado y pose remiten a los de matronas romanas. En el primer conjunto, el fondo imita un espejado mármol morado; en el caso de Tuccia hay sobre ella también imitando bronce dorado, una guirnalda con un jarrón con lirios, símbolo de pureza, destacando la plasmación del agua en el cedazo mediante una línea dorada muy fina. En el panel de Sofonisba, tras ella hay un laurel, símbolo de nobleza y heroísmo, y entre sus detalles virtuosos destacan el brillo de su pendiente 'de cristal de roca' o el reflejo del jaspe del fondo de mármol sobre la superficie 'de bronce dorado' de la copa de la que bebe el veneno.

## Historia
Los cuatro paneles están atestiguados en el inventario de las pertenencias de Federico II Gonzaga, duque de Mantua, elaborado en 1542 dos años después de su muerte. En 1738 son de nuevo mencionados en un inventario de la colección del mariscal Schulenburg, sin embargo a veces las pinturas son mencionadas con dimensiones que no cuadran con las dimensiones actuales de cualquiera de los cuatro trabajos. Fueron separados en dos parejas en una subasta en Christie's el 13 de abril de 1775, con Tuccia y Sofonisba entrando en la colección del duque de Hamilton y Judit y Dido vendidas a John Taylor. Las dos pinturas en la colección Hamilton fueron vendidas a la Galería Nacional en Londres en 1882 cuando esa colección fue dispersada, mientras que las originalmente compradas por Taylor fueron vendidas en 1912 y después de un par de cambios de propiedad entraron en el Museo de bellas artes de Montreal en Canadá.